# جمعية علماء وباحثي قم

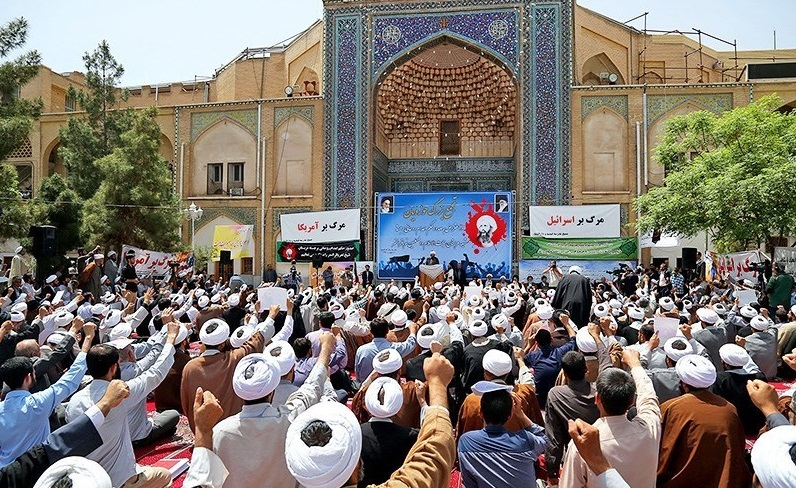
حوزة قم

جمعية علماء وباحثي الحوزة في قم  هي جمعية لرجال الدين الشيعة في مدينة قم، العاصمة الدينية لإيران.

## التاريخ
أصبحت الجمعية معروفة على نطاق أوسع خارج إيران بعد انتقادها للانتخابات الرئاسية الإيرانية في 12 يونيو 2009. وانتقدت الجماعة نظام فرز الأصوات في الانتخابات ومجلس صيانة الدستور الإيراني في بيان قائلة إن المجلس لم يعد «له الحق في الحكم في هذه القضية لأن بعض أعضائه فقدوا صورتهم المحايدة في نظر الجمهور». كما أصدر المجلس بيانًا مشتركًا يطالب بإجراء انتخابات جديدة  بالإضافة إلى بيان يدين الاعتقال الذي ترعاه الدولة وقتل المتظاهرين المناهضين لمحمود أحمدي نجاد. 

## نظر أيضا
- سيد حسين موسوي التبريزي
- حركة الإصلاح الإيرانية

## روابط خارجية
- باللغة الفارسية Official website